# Fórmula 2
La Fórmula 2 és una competició automobilística creada el 1948 per la Federació Internacional de l'Automòbil com a segona categoria de monoplaces del món, només per sota de la Fórmula 1. Se'n van organitzar campionats europeus, britànics, japonesos (Fórmula Nippon), mexicans i australians. La categoria es va remodelar l'any 1985 i va canviar el seu nom a Fórmula 3000.
El 2009, després de 25 anys de la desaparició de l'antiga categoria, la FIA tornà a instaurar un campionat internacional de Fórmula 2, anomenat oficialment FIA Formula Two Championship, que durà fins al 2012.

## Campions de l'antiga F2 Europea (1967-1984)
| Any  | Pilot                 | Equip           | Cotxe            |
| ---- | --------------------- | --------------- | ---------------- |
| 1967 | Jacky Ickx            | Tyrrell         | Matra-Cosworth   |
| 1968 | Jean-Pierre Beltoise  | Matra           | Matra-Cosworth   |
| 1969 | Johnny Servoz-Gavin   | Matra           | Matra-Cosworth   |
| 1970 | Clay Regazzoni        | Tecno           | Tecno-Cosworth   |
| 1971 | Ronnie Peterson       | March           | March-Cosworth   |
| 1972 | Mike Hailwood         | Surtees         | Surtees-Cosworth |
| 1973 | Jean-Pierre Jarier    | March           | March-BMW        |
| 1974 | Patrick Depailler     | March           | March-BMW        |
| 1975 | Jacques Laffite       | Elf             | Martini-BMW      |
| 1976 | Jean-Pierre Jabouille | Elf             | Elf-Renault      |
| 1977 | René Arnoux           | Elf             | Martini-Renault  |
| 1978 | Bruno Giacomelli      | BMW Junior Team | March-BMW        |
| 1979 | Marc Surer            | BMW Junior Team | March-BMW        |
| 1980 | Brian Henton          | Toleman         | Toleman-Hart     |
| 1981 | Geoff Lees            | Ralt            | Ralt-Honda       |
| 1982 | Corrado Fabi          | March           | March-BMW        |
| 1983 | Jonathan Palmer       | Ralt            | Ralt-Honda       |
| 1984 | Mike Thackwell        | Ralt            | Ralt-Honda       |

## Campions del nou Campionat de la FIA (2009-2012)

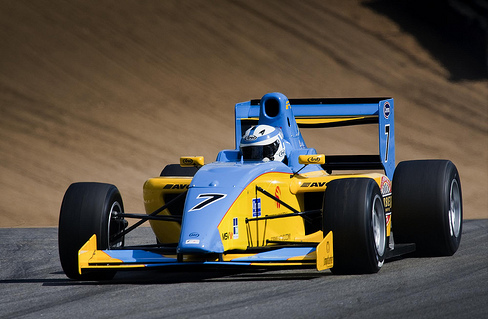
Henry Surtees a Brands Hatch el 2009.

| Any  | Pilot            | Equip             | Cotxe         |
| ---- | ---------------- | ----------------- | ------------- |
| 2009 | Andy Soucek      | MotorSport Vision | Williams-Audi |
| 2010 | Dean Stoneman    | MotorSport Vision | Williams-Audi |
| 2011 | Mirko Bortolotti | MotorSport Vision | Williams-Audi |
| 2012 | Luciano Bacheta  | MotorSport Vision | Williams-Audi |